# FACES
「FACES」（フェイセズ）は、T-SQUAREの12作目のシングル。1992年6月21日、Sony Recordsより発売。

## 解説
スクェアの17作目のアルバム『IMPRESSIVE』の1曲目に収録されている楽曲である。「12作目」とあるが、実際は11作目のシングルである「CHASER」と同時に発売された。カップリング曲として収録されている「AMARANTH」も『IMPRESSIVE』の8曲目に収録されている楽曲である。「FACES」はフジテレビで放送された『F1グランプリ』でアイルトン・セナのテーマソングに使用されたほか、当時セナが出演していた昭和シェル石油のCMにも使われた。
「FACES」は後に発売されたアルバム『SOLITUDE』の7曲目に、「FACES 1994 Re-Mix Version」としてリミックス版が収録されている。
なおこのシングル自体は廃盤になったが、スクェアのシングル曲を収録したベスト・アルバム『T-SQUARE SINGLE COLLECTION』には「FACES」「AMARANTH」ともに収録されている。

## 収録曲
作曲：安藤まさひろ、編曲：T-SQUARE
1. FACES
2. AMARANTH